# Freedom Holding
Freedom Holding — международная финансовая группа. Ведёт брокерскую, банковскую, дилерскую и депозитарную деятельность, предоставляет услуги по управлению ценными бумагами. Основное направление деятельности — американский фондовый рынок. Зарегистрирована в Неваде (США). Через свои дочерние и связанные компании предоставляет доступ к торгам на казахстанской бирже KASE, Астанинской международной бирже AIX, Гонконгской фондовой бирже HKEX, на американских биржах NYSE, NASDAQ, CBOE, CME, AMEX и на европейских фондовых площадках LSE и Euronext.
Штаб-квартира находится в Алматы. Основатель — Тимур Турлов, владелец — Freedom Holding Corp (Невада, США).
В 2023 году в отношении группы вышло расследование с обвинением в помощи по обходу международных санкций, наложенных на Россию.

## История
Компания основана в 2008 году в России. В 2013 году «Фридом Финанс» открыла в Казахстане дочернюю брокерскую компанию АО «Фридом Финанс».
Также в 2013 году Тимур Турлов выкупил невадскую компанию BMB Munai, которую в 2015 году переименовал в Freedom Holding Corp, а ИК «Фридом Финанс», АО «Фридом Финанс» перешли под её контроль. В состав холдинга также вошли онлайн-магазин Freedom24 и Банк «Фридом Финанс».
15 октября 2019 года акции холдинга прошли процедуру листинга на американской бирже Nasdaq. После процедуры листинга акциям холдинга был присвоен тикер FRHC. Холдинг стал единственной брокерской компанией из СНГ, бумаги которой котируются на бирже США. В том же 2019 году торги акциями холдинга были запущены на Казахстанской фондовой бирже (KASE) и на СПБ Бирже. В июне 2024 года холдинг провел кросс-листинг своих ценных бумаг на бирже AIX; 1 октября 2024 года акции Freedom Holding Corp. вошли в состав индекса AIX Qazaq Index и заняли долю в 15 %.
В конце 2020 года агентство MSCI включило Freedom Holding Corp. в индексы MSCI U.S. Small Cap 1750 и MSCI U.S. Investable Market 2500.
В начале 2021 года Freedom Holding Corp. приобрел брокерско-дилерскую компанию Prime Executions Inc. (США, Делавэр), зарегистрированную Комиссией по ценным бумагам и биржам США (SEC) и являющуюся членом Нью-Йоркской фондовой биржи (NYSE), а также NASDAQ, FINRA и SIPC. Таким образом клиенты холдинга получили прямой доступ на американский рынок.
В 2022 году холдинг сменил аудитора: завершил сотрудничество с WSRP и приступил к работе с аудиторской компанией Deloitte.
20 октября 2022 года холдинг объявил о продаже российских активов одному из основателей Freedom Finance Максиму Повалишину, ранее занимавшему должность заместителя генерального директора и входившему в совет директоров ИК «Фридом Финанс». Сумма сделки составила около $140 млн.
В результате сделки Freedom Holding полностью вышел из своих активов в России.
Сразу после выхода из холдинга российские компании продолжили работу под новым брендом «Цифра» («Цифра брокер» и «Цифра банк»).
В 2023 году компания разместила облигации на Астанинской международной бирже (AIX).
Весной 2023 года структуры Freedom Holding закрыли сделку по приобретению LD Micro, конференц-платформы для компаний малой капитализации, принадлежащей SRAX
В марте 2023 года агентство S&P Global Ratings подтвердило долгосрочные рейтинги Freedom Holding Corp. на уровне «B-», прогноз — «стабильный».
В 2024 году Freedom Holding провел кросс-листинг акций на Астанинской международной бирже (AIX). Таим образом ценные бумаги стали полностью взаимозаменяемы между биржами Nasdaq и AIX.

### Расследование Hindenburg Research
15 августа 2023 года вышло расследование инвестиционно-исследовательской фирмы Hindenburg Research о деятельности компании Freedom Holding. По данным Hindenburg Research Freedom Holding, избавившийся в 2022 году от российского бизнеса, обходит санкции, а основатель компании Тимур Турлов до сих пор тайно осуществляет контроль над российским бизнесом, фальсифицирует данные о реальной выручке, проводит рискованные операции со средствами клиентов, осуществляет манипуляции рынком по вопросу стоимости собственных бумаг компании. Расследование опиралось на данные интервью бывших сотрудников Freedom Holding, изучение международных документов, проведение отраслевого анализа. Из-за публикации расследования в моменте котировки Freedom Holding упали на 8%. Американская Комиссия по ценным бумагам и биржам (SEC) объявила, что внимательно изучит отчёт Гинденбург. Холдинг Freedom Finance привлекла сторонние юридическую фирму Morgan, Lewis & Bockius LLP и судебно-бухгалтерскую фирму Forensic Risk Alliance для проведения внешнего аудита.

## Деятельность

### Холдинг
Freedom Holding Corp. — это крупный международный холдинг с экосистемой, объединяющей финансовые, страховые и розничные услуги.
По состоянию на 2024 год штаб-квартира находится в Алматы, представительства компании работают в 22 странах, включая США, Узбекистан, Кипр, Великобританию и Германию.
Клиентские сделки осуществляются на базе собственной платформы холдинга Tradernet. Брокерские компании предоставляют доступ к мировым фондовым биржам Казахстана (KASE и AIX), США (NYSE и Nasdaq), Гонконга (HKEX), Узбекистана («Тошкент» и Узбекская республиканская валютная биржа), а также к европейским биржам.
На домашнем рынке, в Казахстане, Freedom развивает свою цифровую экосистему, которая объединяет банковские, брокерские и потребительские сервисы.

### Дочерние предприятия

#### Список дочерних структур
На 2024 год в холдинг входили:
- АО «Фридом Финанс», брокер по ценным бумагам, Казахстан;
- Freedom Finance Global PLC, брокер по ценным бумагам, базирующийся в Международном финансовом центре Астаны;
- АО «Банк Фридом Финанс Казахстан», Казахстан;
- АО «Freedom Finance Life», страхование жизни и здоровья, Казахстан;
- АО «Freedom Finance Insurance», страхование гражданской ответственности, Казахстан;
- Freedom Finance Special Purpose Company LTD, Казахстан;
- ТОО «Freedom Finance Commercial», консалтинговая компания, Казахстан;
- Freedom Finance Europe Ltd., брокер, Кипр;
- Freedom Finance Technologies Ltd, ИТ-разработка, Кипр;
- Freedom Finance Germany, Германия;
- Freedom UK Prime Limited, финансовая посредническая Великобритания;
- ООО «Фридом Финанс Узбекистан», брокер, Узбекистан;
- ООО «Фридом Финанс Армения», брокер, Армения;
- Prime Executions, Inc., брокер, США;
- FFIN Securities, Inc., США;
- Freedom Finance Ltd., финансовая посредническая компания, ОАЭ;
- ITS Tech Limited, компания по ИТ-поддержке, Международный финансовый центр Астаны;
- Freedom Kazakhstan PC Ltd., Казахстан;
- Freedom Finance Turkey LLC, финансовая консалтинговая компания, Турция;
- TOO "Freedom telecom", телекоммунткационая компания обеспечения высокоскоростным оптическим интернетом, Алматы;
- Arbuz Group LLP, розничная интернет-торговля и электронная коммерция, Казахстан[32];
- Aviata LLP, онлайн-агрегатор туристических билетов, Казахстан[33];
- Ticketon Events LLP («Ticketon»), онлайн-продажи билетов, Казахстан[34];
- Freedom Technologies LLP («Paybox»), платежный сервис, Казахстан[35].

#### Фридом Финанс (Казахстан)
АО «Фридом Финанс» – казахстанская брокерская компания. По состоянию на 1 июля 2024 года АО «Фридом Финанс» является официальным маркетмейкером по 101 наименованиям ценных бумаг, торгующихся на Казахстанской фондовой бирже (KASE), по 10 наименованиям – на Astana International Exchange (AIX). Брокер вывел на казахстанский рынок акции мировых компаний, таких как Apple Inc., Facebook Inc., Microsoft Corporation, Starbucks Corporation, Ford Motor Company, The Coca-Cola Company, Nike Inc.
В 2013 году компания купила АО «Seven Rivers Capital», которое работало на рынке ценных бумаг с 2006 года.
В 2017 году казахстанский брокер АО «Асыл-Инвест» присоединился к АО «Фридом Финанс», что сделало компанию крупнейшим брокером на рынке ценных бумаг в Казахстане.
По данным Cbonds, компания заняла первое место в рэнкинге организаторов размещений казахстанских облигаций за девять месяцев 2021 года с долей 44,5%, а также в рэнкинге организаторов рыночных размещений c суммарной долей рынка 50,6%. На 2024 год с момента основания было открыто более 86 тысяч счетов.
На 2022 рыночная доля брокера составляла 60-70% по объёмам и по количеству клиентов.
Выручка компании в 2023 году составила 45,678,519 тыс. тенге, чистая прибыль - 6,335,136 тыс. тенге. Итоговые активы компании достигли 316,9 млрд тенге, чистые активы - 152,2 млрд тенге.
За 2023 год торговые и инвестиционные доходы АО «Фридом Финанс» составили 34,505,352 тыс. тенге, в том числе: положительная разница между доходами и расходам от операций с финансовыми инструментами — 11,818,894 тыс. тенге, процентные доходы — 21,706,685 тыс. тенге.

#### «Банк Фридом Финанс Казахстан»
Продукты банка: мультивалютные, инвестиционные карты, онлайн-кредитование, цифровая ипотека. (на 2022 год доля рынка в этой нише составляла 58%). Также на 2022 год банк предоставлял услуги онлайн-автокредитования. Банк был образован в 2020 году, путём покупки и переименования банка KassaNova.

#### Freedom Finance Global
Freedom Finance Global – брокерская компания на территории Казахстана, зарегистрированная в 2020 году. Получила лицензию от Комитета МФЦА по регулированию финансовых услуг.
Предоставляет прямой доступ к биржевым операциям на международных финансовых рынках (NYSE/NASDAQ, London Stock Exchange, AIX, KASE, Börse Frankfurt, HKEX), эксклюзивный доступ к IPO и торгам с опционами.
В 2022 году брокер получил в Китае свидетельство квалифицированного иностранного инвестора (QFI). В 2024 году Freedom Finance Global стала первым в Казахстане и Центральной Азии полноправным участником международной ассоциации International Capital Market Association (ICMA).
На конец 2021 года брокер открыл более 27 тысяч счетов, а на 1 апреля 2024 года обслуживал 178 тыс. тысяч счетов.

#### Freedom Finance Insurance
«Freedom Finance Insurance» была образована в конце 2018 года путём переименования АО «Страховая компания «Trust Insurance», существовавшего на рынке Казахстана с 2009 года.
В 2019 году Freedom Insurance запустила технологию специальных страховых терминалов для получения страховых полисов и запустила услугу по переоформлению страховых полисов онлайн.
В январе 2020 года Freedom Finance Insurance запустила онлайн-страхование автомобилей от ДТП.
По итогам 2021 года компания стала восьмой по размеру активов – 33,65 млрд тенге, что на 87% больше, чем в предыдущем году (17,96 млрд).
В 2022 году холдинг приобрёл АО «Страховая компания «Лондон-Алматы». Позже компания была присоединена к АО «СК «Freedom Finance Insurance».
Freedom Finance Life
Работает на казахстанском рынке с 2014 года, с конца 2018 года — под брендом Freedom.
Основные направления деятельности: программы накопительного страхования жизни (НСЖ), страховка при выезде за рубеж и пенсионный аннуитет.
По итогам 2023 года компания входит в топ-3 крупных страховщиков Казахстана по объему регуляторных активов. Размер активов — 138,3 млрд тенге. По регуляторному капиталу компания стала второй — 34,6 млрд тенге. За год Freedom Finance Life заработала 14 млрд тенге. Страховые резервы компании увеличились на 45,7 %, до 80,9 млрд тенге.

#### Freedom Finance Europe Ltd.
В 2021 году Freedom Finance Europe получила прямое членство в международном центральном депозитарии ценных бумаг Euroclear, что позволило расширить спектр операционных, расчетных и депозитарных услуг для клиентов на рынках Европы, Великобритании и США. По состоянию на конец 2024 год европейский брокер обслуживает более 300 000 клиентов.
В 2024 году был переименован в Freedom24. Компания предоставляет доступ к мировым фондовым рынкам, включая европейские площадки: ARCA, XETRA, EURONEXT, а также биржи в Мадриде, Вене, Милане, Франкфурте, Лондоне и Афинах.

### Финансовые показатели
За первое полугодие 2024 финансового года (1 апреля — 30 сентября 2024) выручка Freedom Holding Corp. составила $1,03 млрд. Рыночная капитализация превышает $6 млрд.